# Заневичі (Гродненська область)
Заневичі (біл. вёска Занявічы) — село в складі Гродненського району Гродненської області, Білорусь. Село підпорядковане Індурській сільській раді, розташоване в західній частині області.